# Kanae Yamamoto
Pour les articles homonymes, voir Kanae Yamamoto (homonymie) et Yamamoto.
Vous lisez un « bon article » labellisé en 2016.
Kanae Yamamoto (山本 鼎, Yamamoto Kanae, prononcé en japonais /ja.ma.mo.to ka.na.e/), né le 24 octobre 1882 et mort le 8 octobre 1946, est un artiste japonais connu pour ses gravures et peintures yō-ga de style occidental. Il est le créateur du mouvement sōsaku hanga (« estampe créative ») où l'artiste assure entièrement seul la réalisation de ses œuvres, en opposition aux méthodes de travail collectif en usage au sein des ateliers traditionnels d’ukiyo-e et de shin hanga. Promoteur de l'éducation artistique des enfants, il est aussi à l'origine des mouvements d'arts folkloriques qui continuent à avoir de l'influence au Japon.
Kanae Yamamoto se forme au style occidental dans les domaines de la gravure sur bois et de la peinture. Encore étudiant en art, il réalise une gravure en deux couleurs d'un pêcheur qu'il a esquissée lors d'un voyage à Chiba. Sa publication suscite un grand intérêt en révélant le potentiel expressif des gravures et lance le mouvement sōsaku-hanga. De 1912 à 1916, au cours d'un séjour en Europe, il trouve des sources d'inspiration dans des expositions d'artisanat paysan. Un bref passage par la Russie en 1916 lui fait découvrir l'intérêt de l'éducation artistique dès l'enfance. De retour au Japon, il s'engage dans la promotion de l'artisanat créatif rural et de l'éducation artistique des enfants. Ses idées, concrétisées dans le sōsaku hanga, se heurtent au militarisme national de l'entre-deux-guerres, mais finissent par s'imposer après la Seconde Guerre mondiale.
Délaissant la gravure dans les années 1920, il se consacre à la peinture jusqu'à ce que sa santé décline au début des années 1940. Il meurt en 1946 à Ueda, dans la préfecture de Nagano, où un musée Kanae Yamamoto est ouvert depuis 1962.

## Biographie

### Jeunesse et formation (1882–1907)
Le grand-père de Kanae Yamamoto est membre du clan clan Irie (ja), au rang de hatamoto — samouraï au service direct du shogunat Tokugawa du Japon féodal à Edo. Il meurt en 1868 à la bataille d'Ueno durant la guerre de Boshin qui entraîne la chute du shogunat et la restauration de Meiji qui remet l'empereur du Japon au pouvoir. Ichirō, père de Kanae, devenu orphelin, grandit à Okazaki dans la préfecture d'Aichi sans que l'on sache comment il s'est retrouvé dans cet endroit. Il devient le fils adoptif de Ryōsai Yamamoto qui se charge de son éducation, avec l'intention de lui faire épouser sa fille aînée, Yamamoto Take (山本 タケ). Ryōsai destine Ichirō à continuer la lignée Yamamoto de spécialistes de la médecine chinoise traditionnelle, mais, lorsque le gouvernement de Meiji annonce qu'il n'accordera de licences médicales qu'à ceux qui ont pratiqué la médecine occidentale, Ichirō Yamamoto s'installe à Tokyo pour étudier celle-ci, peu après la naissance de Kanae, le 24 octobre 1882 dans le quartier Tenma-dōri (ja) 1-chōme d'Okazaki. Il loge dans la maison du père de l'écrivain Mori Ōgai, où il effectue des tâches ménagères pour payer son hébergement. Pour financer ses études, il participe à l'ouverture clandestine de tombes fraîches afin de trouver des corps à disséquer.
En 1887, toute la famille Yamamoto se regroupe à Tokyo dans un appartement du quartier San'ya de l'arrondissement Taitō. Afin de soutenir financièrement le foyer familial, la mère de Kanae réalise des travaux de couture et, avec sa sœur Tama, devient femme de ménage au service du couple Mori. Ainsi Kanae a l'occasion de fréquenter son jeune cousin, Kaita Murayama, qui, comme lui, embrassera la carrière artistique.

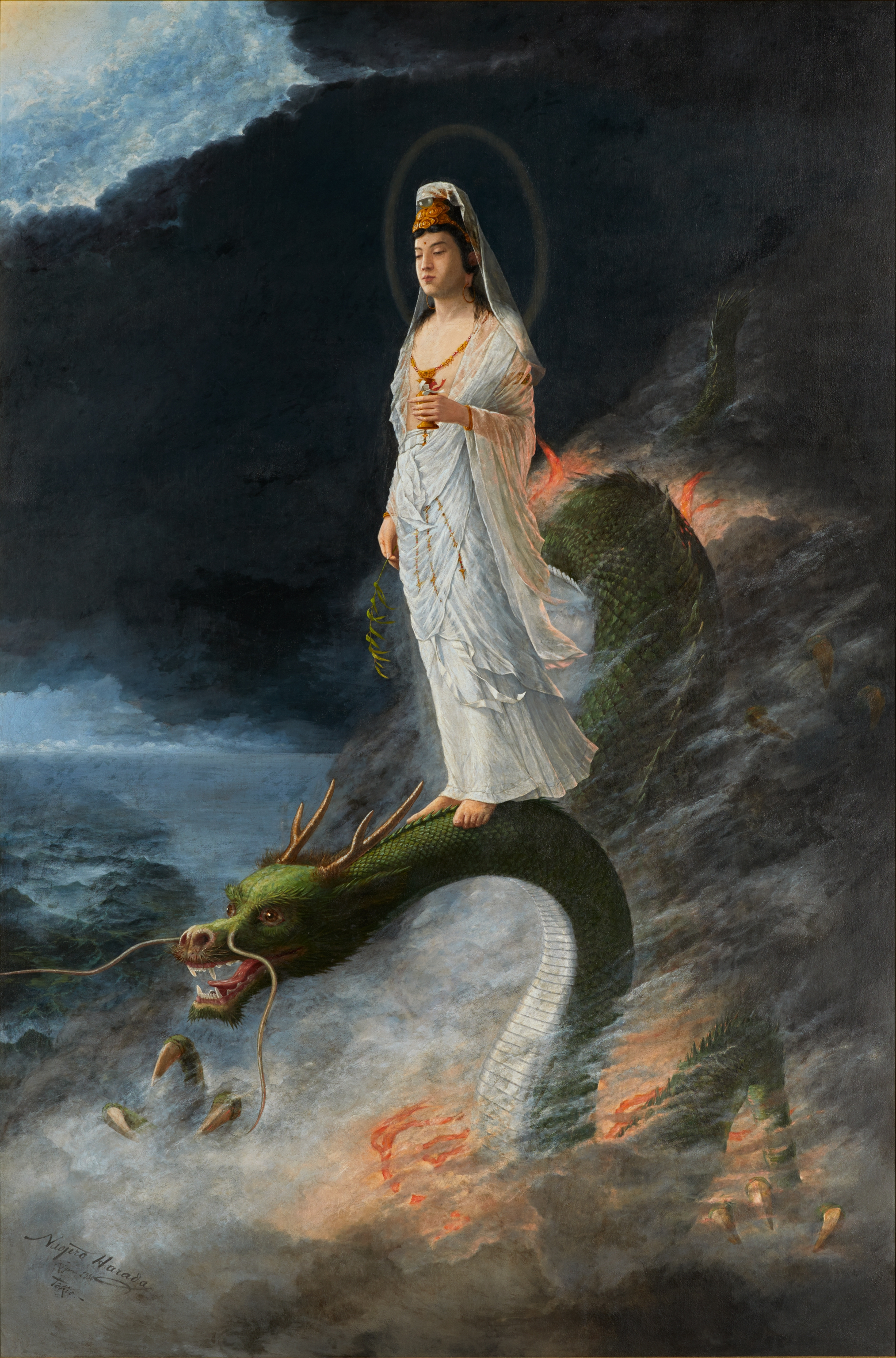
La mère de Kanae Yamamoto a posé pour Kannon Bodhisattva chevauchant le Dragon.
Harada Naojirō, huile sur toile, 1890.

Un jour, Le peintre Harada Naojirō, de passage chez son ami Ōgai, rencontré au cours d'un voyage d'études en Allemagne, remarque la mère de Kanae et lui propose de poser pour le tableau Kannon Bodhisattva chevauchant le Dragon de 1890. L'observation de l'artiste au travail peut avoir éveillé chez le jeune Kanae un intérêt pour l'art.
Ichirō Yamamoto élève son fils selon les principes d'éducation libérale de Nakae Chōmin. À l'âge de 11 ans, après quatre ans d'école primaire, les finances familiales ne permettent pas à Kanae de continuer sa scolarité. Il devient apprenti graveur sur bois et maîtrise les techniques occidentales de gradation tonale dans l'atelier de Sakurai Torakichi dans le district Shiba de l'arrondissement Minato-ku de Tokyo. Sa formation se concentre sur les illustrations pour livres et journaux et comprend l'étude de la typographie et de la photogravure. Ses compétences se développent rapidement et bientôt lui valent les éloges de ceux avec qui il travaille. Pendant cette période, la technologie d'impression connaît de rapides changements, mis en avant par la première guerre sino-japonaise, qui est rapportée dans divers médias, des peintures et estampes aux photographies. Il complète son apprentissage à 18 ans, suivi d'une année de service obligatoire avec Sakurai. À ce moment, Ichirō Yamamoto a obtenu sa licence médicale et ouvre un cabinet à Kangawa (ja) (de nos jours partie d'Ueda), village de la préfecture de Nagano.
Le changement rapide dans la technique d'impression conduit Kanae Yamamoto à douter de ses perspectives d'avenir dans la gravure sur bois. Il aspire à devenir peintre, mais il sait que son père, encore endetté, n'est pas en mesure de payer pour une école d'art. Il s'inscrit en secret à l'école des beaux-arts de Tokyo (東京美術学校) en 1902, où il étudie la peinture yō-ga de style occidental. Parmi ses instructeurs figurent Masaki Naohiko (ja), Tōru Iwamura (ja) et Kuroda Seiki.
Afin de financer ses études, Kanae Yamamoto occupe divers emplois inattendus d'impression pour des employeurs tels que le journal Hochi Shimbun et, à partir du mois de février 1903, il habite au domicile de son ami Hakutei Ishii (ja), fils aîné du peintre Ishii Teiko (ja). Les artistes en herbe qui logent là parlent d'art tard dans la nuit et embauchent une fois par mois un modèle pour peindre sur le vif.

### Impressions etsōsaku hanga(1904–1912)
En juillet 1904, pendant ses études à l'école des beaux-arts, Kanae Yamamoto se joint à un groupe d'amis qui vont en randonnée à Chōshi dans la préfecture de Chiba et s'installent près de l'embouchure de la Tone-gawa. Il dessine là le croquis d'un pêcheur habillé en vêtements de cérémonie surplombant un port. À son retour, il utilise l'esquisse comme base d'une gravure sur bois. Il grave une seule pièce de bois sur les deux côtés : il imprime un côté à l'ocre qui remplit tous les espaces sauf la serviette sur la tête du pêcheur et imprime l'autre en noir, ce qui fournit les contours et les détails. À l'époque, l'establishment artistique considère la gravure sur bois comme une entreprise commerciale indigne d'un artiste aspirant des beaux-arts.

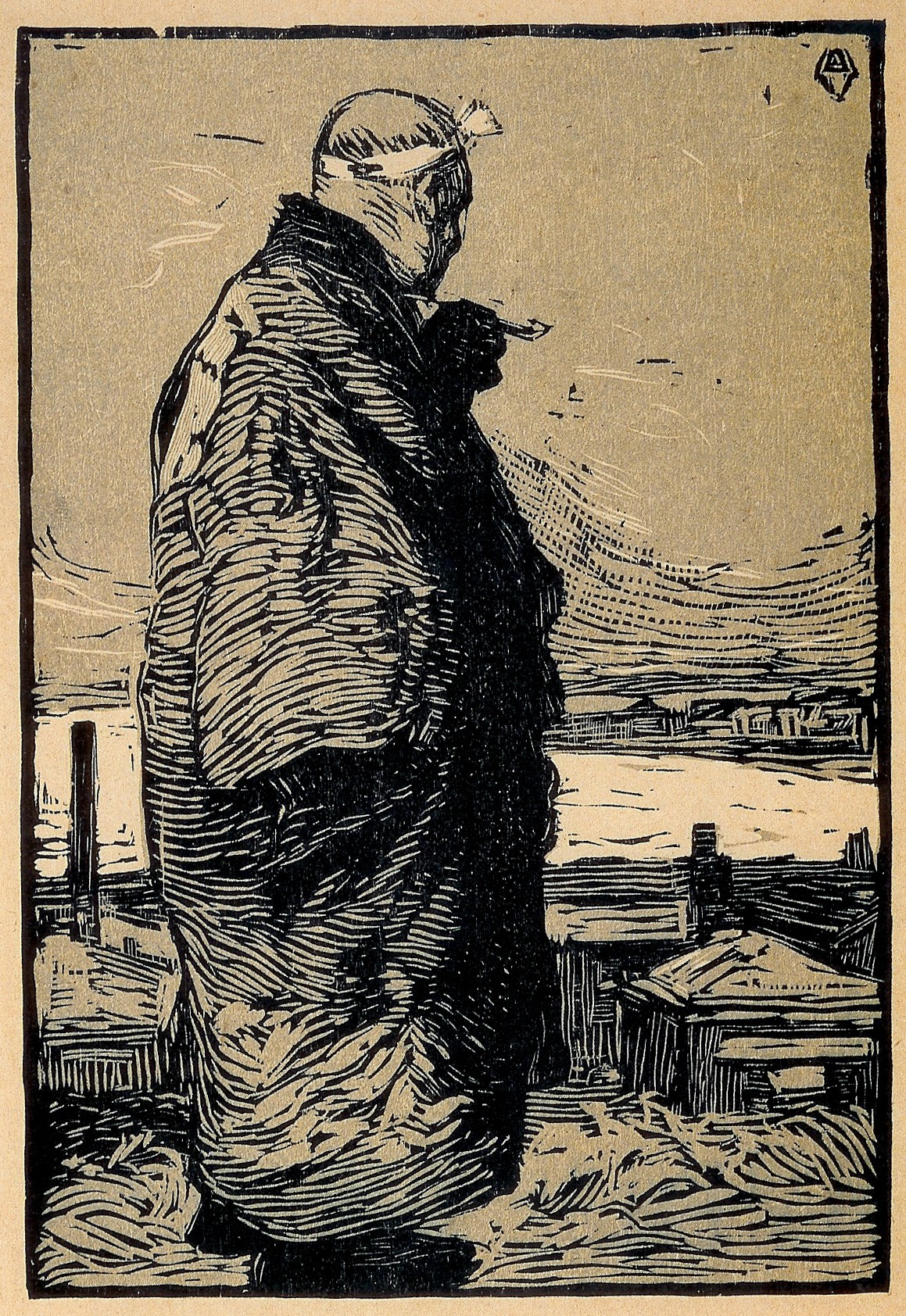
Pêcheur, gravure sur bois, 1904.

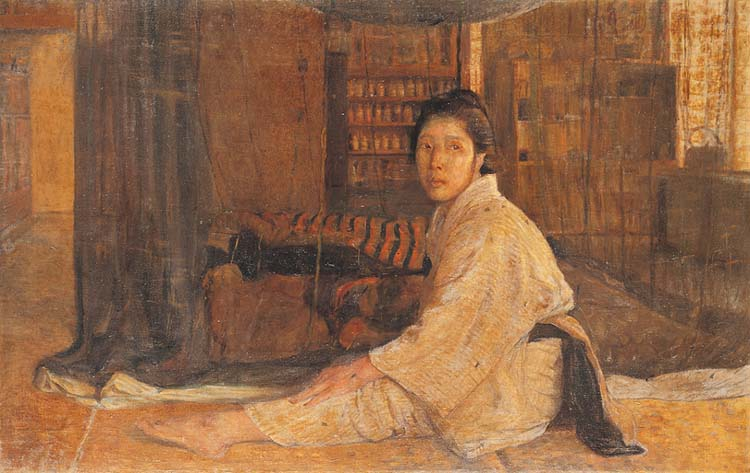
Voile à moustiques, peinture à l'huile, 1905.

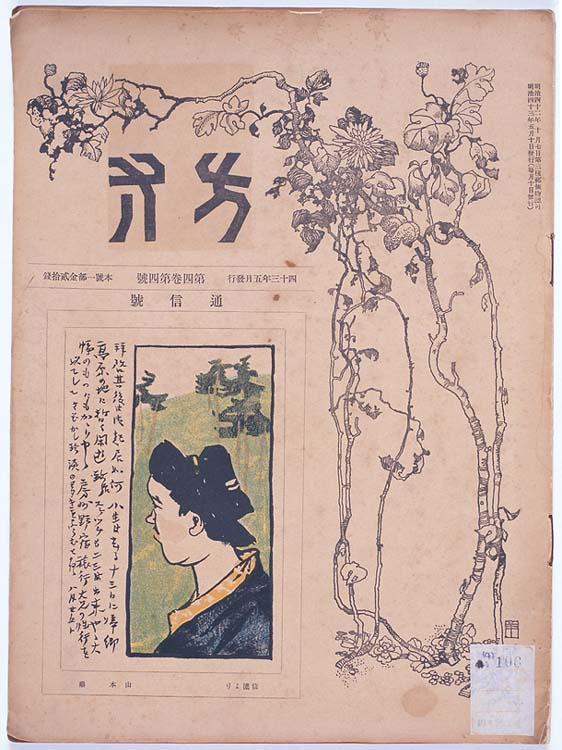
volume 4, numéro 4, 1910, impression couleur encadrée de Kanae Yamamoto.

Hakutei Ishii remarque l’impression et la fait publier dans le magazine littéraire Myōjō en juillet de cette même année. Dans une colonne du magazine, Ishii vante l'impression comme révolutionnaire car elle a été réalisée comme un moyen d'auto-expression picturale spontanée, et utilise des méthodes qu'Ishii associe aux traditions de l'ukiyo-e. Bientôt, le style qu'Ishii surnomme tōga devient un sujet populaire au sein des lecteurs de Myōjō et est à l'origine du mouvement sōsaku hanga (« estampe créative »).
En 1905, Kanae Yamamoto, Ishii Hakutei, Ishii Tsuzurō et quelques autres amis fondent l'éphémère magazine Heitan dans lequel ils publient quelques-unes de leurs gravures. C'est dans Heitan qu'apparaît pour la première fois le mot hanga. Le mot est utilisé de manière interchangeable avec tōga jusqu'à ce que le magazine cesse de paraître en avril 1906. Par la suite, tōga tombe en désuétude et hanga devient le terme japonais moderne pour les impressions en général.

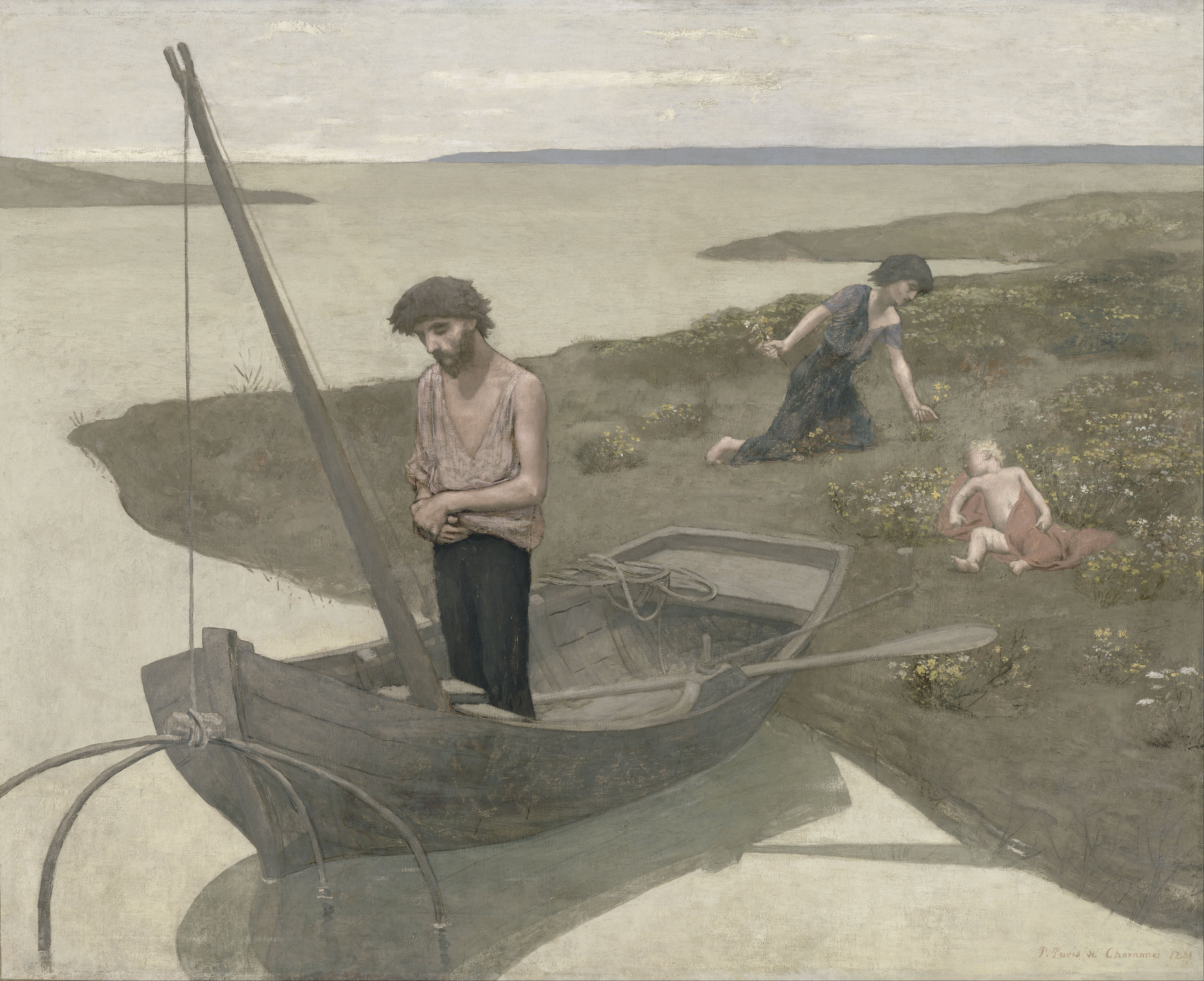
Jeune diplômé, Kanae Yamamoto considère Puvis de Chavannes comme son artiste préféré.
Le pauvre pêcheur, 1881.

Après l'obtention de son diplôme de l'école des beaux-arts de Tokyo en septembre 1906, Kanae Yamamoto travaille pour la revue humoristique de caricatures Tokyo Puck de Rakuten Kitazawa, calquée sur le Puck américain. En mai 1907, Kanae Yamamoto, Hakutei et Morita Tsunetomo, un ancien camarade classe aux beaux-arts, créent le mensuel Hōsun. Le contenu est principalement composé de littérature, de critiques d'art et de caricatures, et ses éditeurs portent une attention particulière aux détails de la conception graphique. Ils impriment le magazine sur papier fin à une taille inhabituellement grande et mélangent les reproductions couleur et noir et blanc. Les contributions de Kanae Yamamoto comprennent ses propres impressions, des poésies haïku et des sculptures de blocs d'impression pour les dessins des autres. Sakurai Torakichi, ancien professeur de gravure de Yamamoto, fournit les plaques d'impression photographiques. Le premier numéro compte huit pages et inclut un tirage supplémentaire du parc de Shiba de Kanae Yamamoto. Les jeunes artistes distribuent eux-mêmes ce premier numéro dans les librairies. Il se vend bien, et le cercle des contributeurs s'accroît, tout comme le nombre de pages qui passe à seize.
Durant l'ère Meiji (1868-1912), Tokyo est très ouvert à l'influence étrangère, particulièrement européenne, et les tendances de l'art occidental remplacent rapidement les traditionnelles tendances japonaises jusqu'à ce les Japonais entendent parler de l'impact que l'ukiyo-e exerce sur l'art en Occident. Les artistes, qui ont presque tous abandonné la culture de l'époque d'Edo, commencent à se raviser et mélangent des éléments de celle-ci avec les approches occidentales. Kanae Yamamoto prend part à des réunions de groupes d'écrivains et d'artistes de la Pan no Kai, dont le but est de reproduire l'atmosphère des cafés parisiens tels que le café Guerbois des impressionnistes. Lors d'une de ces réunions de bohèmes chahuteurs, ivre, il tombe à travers une fenêtre et atterrit dans le jardin au-dessous, enveloppé dans un shōji (écran de papier) ; il retourne à la réunion comme si de rien n'était. La police surveille ces réunions dont elle soupçonne les membres de sympathies socialistes; elle tient aussi une certaine rancune des caricatures publiées. La Pan no Kai dure jusqu'en juillet 1911 : le magazine Hōsun cesse alors de paraître, après trente-cinq numéros.

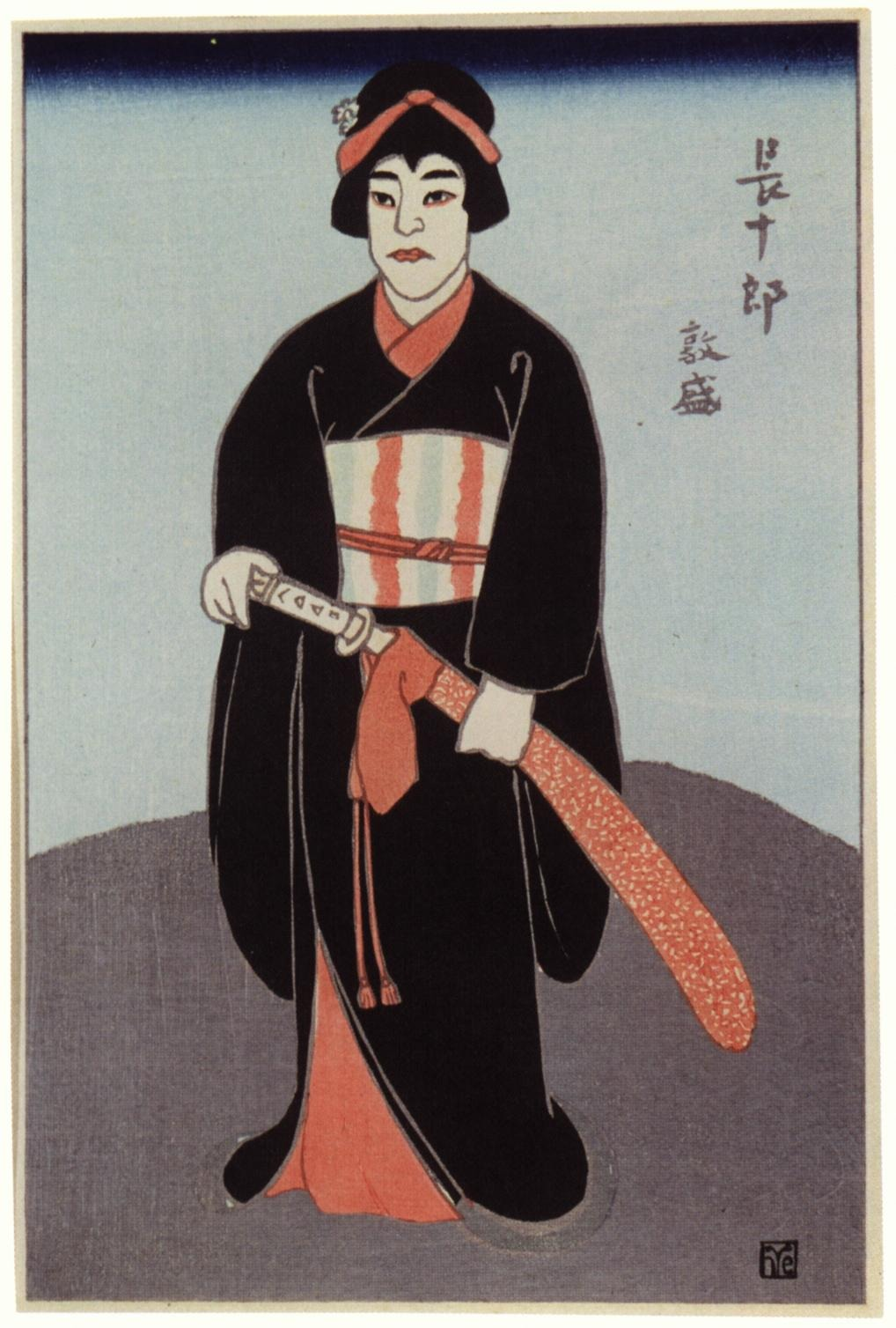
Sawamura Chōjūrō, acteur kabuki, dans le rôle de Taira no Atsumori, de la série Sōga butai sugata (« Esquisses de personnalités de la scène »), gravure sur bois, 1911.

Kanae Yamamoto veut faire revivre l'esprit ukiyo-e de l'époque d’Edo dans ses gravures et, à cette fin, il fonde en 1911 le Club d'impression de Tokyo pour produire et distribuer ce genre d'épreuves. Il fait la promotion des membres du club dans Hōsun mais, après la disparition de la revue, la plupart des artistes y associés quittent Tokyo, et le seul membre qu'il peut recruter est Hanjirō Sakamoto. Les deux artistes commencent une série intitulée Sōga-butai sugata (« Esquisses de personnalités de la scène ») : des portraits d'acteurs du théâtre kabuki dans la veine yakusha-e du genre ukiyo-e. Les sujets sont des esquisses de représentations données au Théâtre du jardin impérial tout juste inauguré et sont sous-titrées en français sur le recto et en japonais au verso. Bien que Kanae Yamamoto a annoncé que les impressions proviendraient de trente-quatre pièces de théâtre, seuls trois ensembles de quatre gravures - deux de chaque artiste dans chaque ensemble - paraissent en juin, juillet et septembre de cette année. Ce travail représente un tournant majeur dans sa carrière car il se détourne des techniques occidentales qui ont jusque-là défini son travail vers une approche plus japonaise avec, par exemple, l'utilisation d'aplats pour la couleur.

### Europe (1912–1916)
Kanae Yamamoto souhaite épouser Ishii Mitsu, mais la famille de celle-ci le lui interdit, en particulier sa mère et son frère Hakutei. Ce rejet le contrarie fortement, et il rompt son amitié avec Hakutei, bien qu'il conserve son amitié à Tsuruzō. Il souhaite étudier la peinture à Paris; aussi son père organise-t-il la distribution et la vente de ses œuvres afin de réunir des fonds pour lui pendant son séjour en France. Il embarque de Kobe à bord du Tango Maru le 6 juillet 1912 et, 53 jours plus tard, il débarque à Marseille. À bord, il réalise ce qui est probablement la première des gravures que son père vend pour lui par souscription : intitulée Poulets sauvages, elle représente trois prostituées chinoises aux pieds bandés, inspirées par les prostituées qu'il a vues quand il a traversé Shanghai. Il les imprime à Paris où, durant ses premiers mois, il étudie la gravure à l'École des Beaux-Arts.

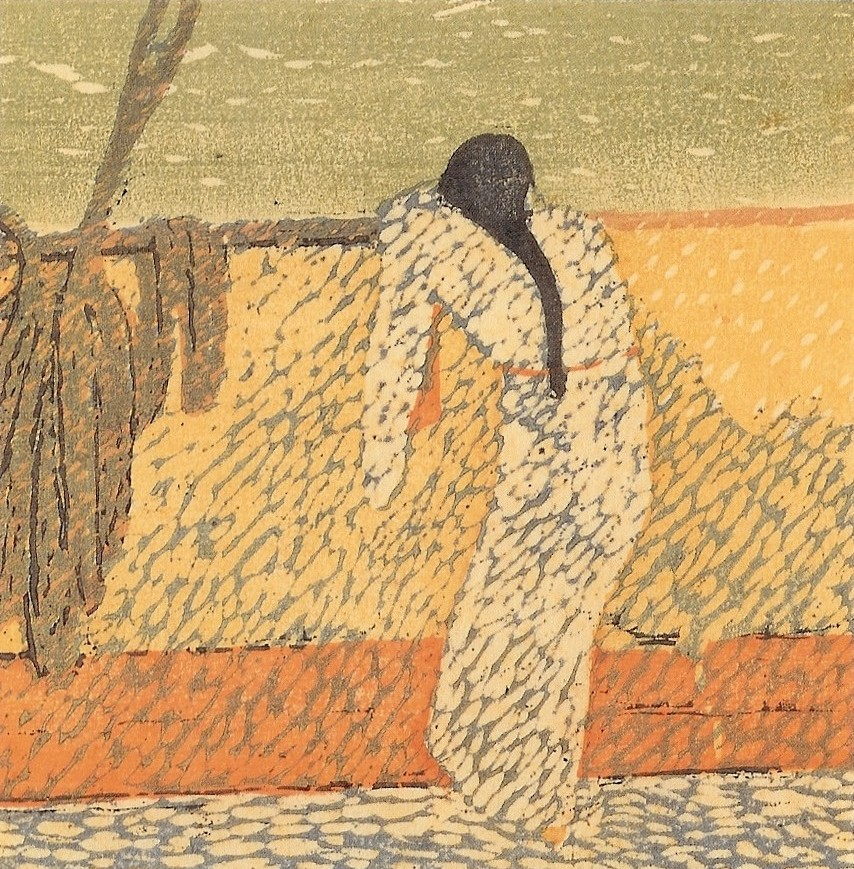
Sur le pont, estampe en couleur de 1913, à partir d'un croquis fait à Singapour en 1912.

À son arrivée en France, Kanae Yamamoto prend contact avec le peintre Sanzō Wada, qui réside à Paris depuis 1907. Wada le présente à Kunishirō Mitsutani, et il s'installe bientôt dans un studio proche de celui de Mitsutani. Il trouve la langue française difficile à maîtriser et fréquente principalement des artistes japonais expatriés tels que Ryūzaburō Umehara et Sōtarō Yasui. Son ami le plus proche dans la capitale française est Misei Kosugi, ancien contributeur à Hōsun, arrivé en mars 1913 en vue de passer une année à voyager en Europe.
En 1913, l'écrivain Tōson Shimazaki rend visite à Kanae Yamamoto, qu'il connaît depuis l'époque d'Ueda. Les deux partagent la récente expérience de s'être vu refuser un mariage. Tōson rédige un texte sur la gravure Sur le pont que Yamamoto trouve difficile à terminer : impression d'une femme aux longs cheveux sur le pont du Tango Maru, qui se trouvait alors à Singapour. Elle est faite de six blocs de gravure en bois de cerisier et imprimée sur papier de mûre washi, matériaux qu'il avait apportés du Japon. L'impression est envoyée au Japon au mois de mai. Les deux amis se rendent au bord de la mer en Bretagne pendant six semaines à partir de ce mois de juillet 1913 et ils sont rejoints par un certain nombre d'autres artistes, qui sont attirés par les récits de la beauté de la région que Kuroda Seiki a écrits au XIXe siècle. Pendant son séjour en Bretagne, Kanae Yamamoto produit un grand nombre de gravures.
Il se sent étranger à la culture locale, et il ne trouve que peu d'exemples d'art qu'il apprécie. Il n'aime pas les peintures de van Gogh, Monet et Édouard Manet, mais il apprécie les œuvres de Renoir, Sisley, et Puvis de Chavannes; il admire les tableaux de Cézanne mais nie tout lien entre eux et ceux des cubistes, dont il dénigre les œuvres. Il écrit que seulement une sur trois mille peintures de Matisse est bonne.

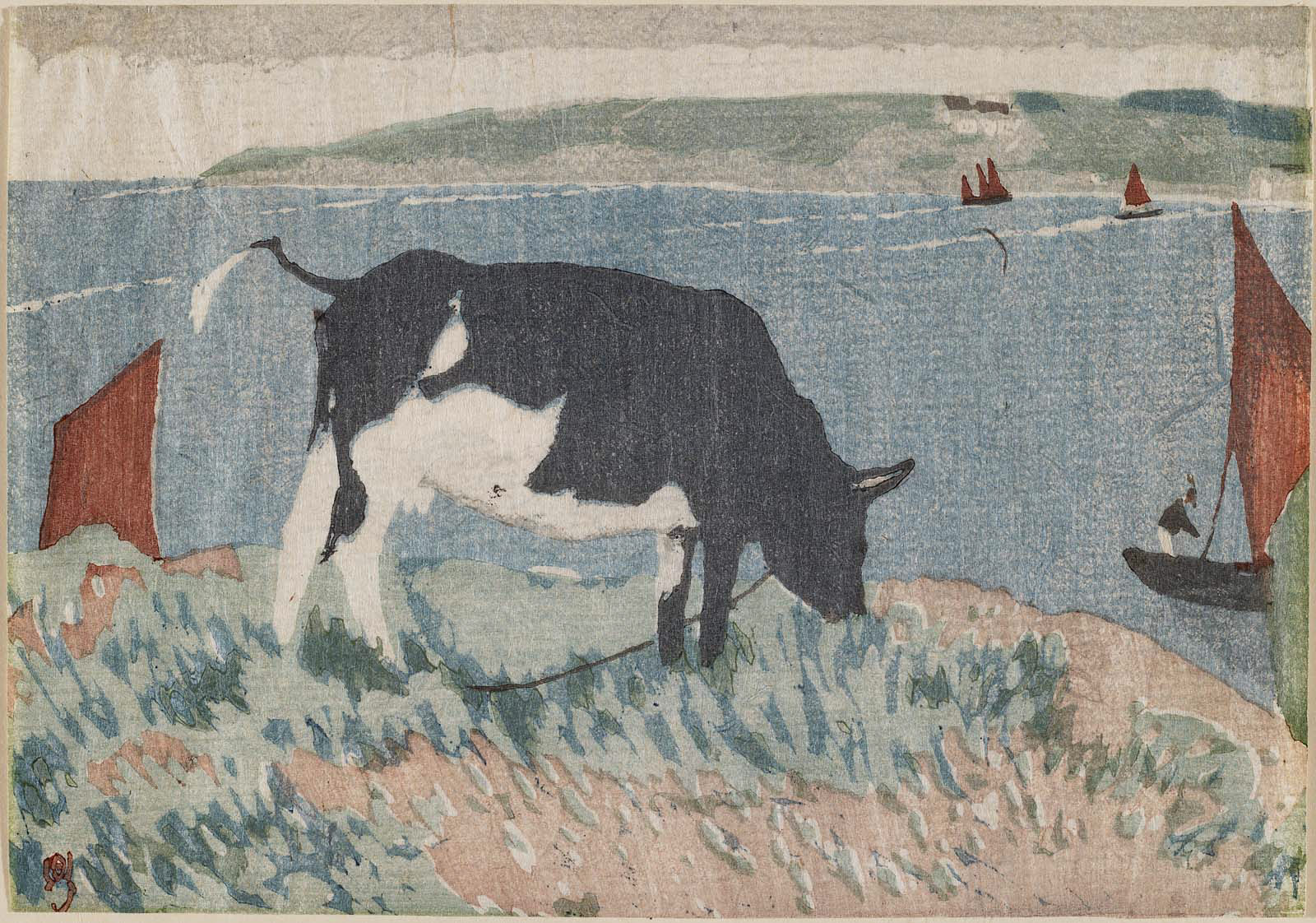
Vache, gravure sur bois en couleur, 1913, réalisée en Bretagne.

Kanae Yamamoto, qui se considère lui-même comme un réaliste, est désemparé par l'émergence du mouvement de l'avant-garde qui va dominer le monde de l'art européen. Il a du mal à le comprendre et à le concilier avec sa compréhension d'un idéal réaliste dans l'art occidental. Sa déception et sa confusion ont une incidence sur sa productivité. Il produit peu des impressions censées financer son séjour, et la barrière de la langue rend difficile de trouver des acheteurs. Un de ses agents à Tokyo se suicide après avoir détourné des fonds de Kanae Yamamoto et d'autres clients. Il ne peut se résoudre à révéler sa situation financière et celle de ses parents, et il fait envoyer de l'argent à Paris par un autre agent, Rokurō Watanabe, juste pour qu'il puisse le renvoyer à ses parents qui sont sous la pression d'un usurier. En même temps qu'il est déçu par le monde de l'art occidental, il observe de première main l'impact que l'art japonais y a exercé. Bien qu'il garde ses pensées pour lui-même, il commence à percevoir un sentiment de supériorité de l'art japonais, de ces traditions mêmes qu'il refusait de considérer au cours de ses années de formation.
Il parvient à acquérir des fonds à partir de relations et refuse de retourner prématurément au Japon, malgré les exhortations d'amis et d'associés. Les ennuis s'accroissent à la mi-1914 lorsqu'éclate la Première Guerre mondiale et qu'il apprend que Mitsu Ishii s'est marié. La guerre le conduit de Paris à Londres, où il reste pendant quatre mois, la plus grande partie du temps malade avec une bronchite. Il rentre à Paris le 11 janvier 1915, mais le travail est rare et les musées fermés. Il décide de retourner au Japon au printemps suivant, mais d'abord se rend à Lyon avec un groupe de compatriotes japonais; il y trouve du travail, ce qui apporte assez d'argent pour financer un voyage en Italie en mars 1916 afin d'admirer les chefs-d'œuvre de la Renaissance italienne. De retour à Lyon, il apprend la mort de Sakurai et se prépare à retourner enfin au Japon.

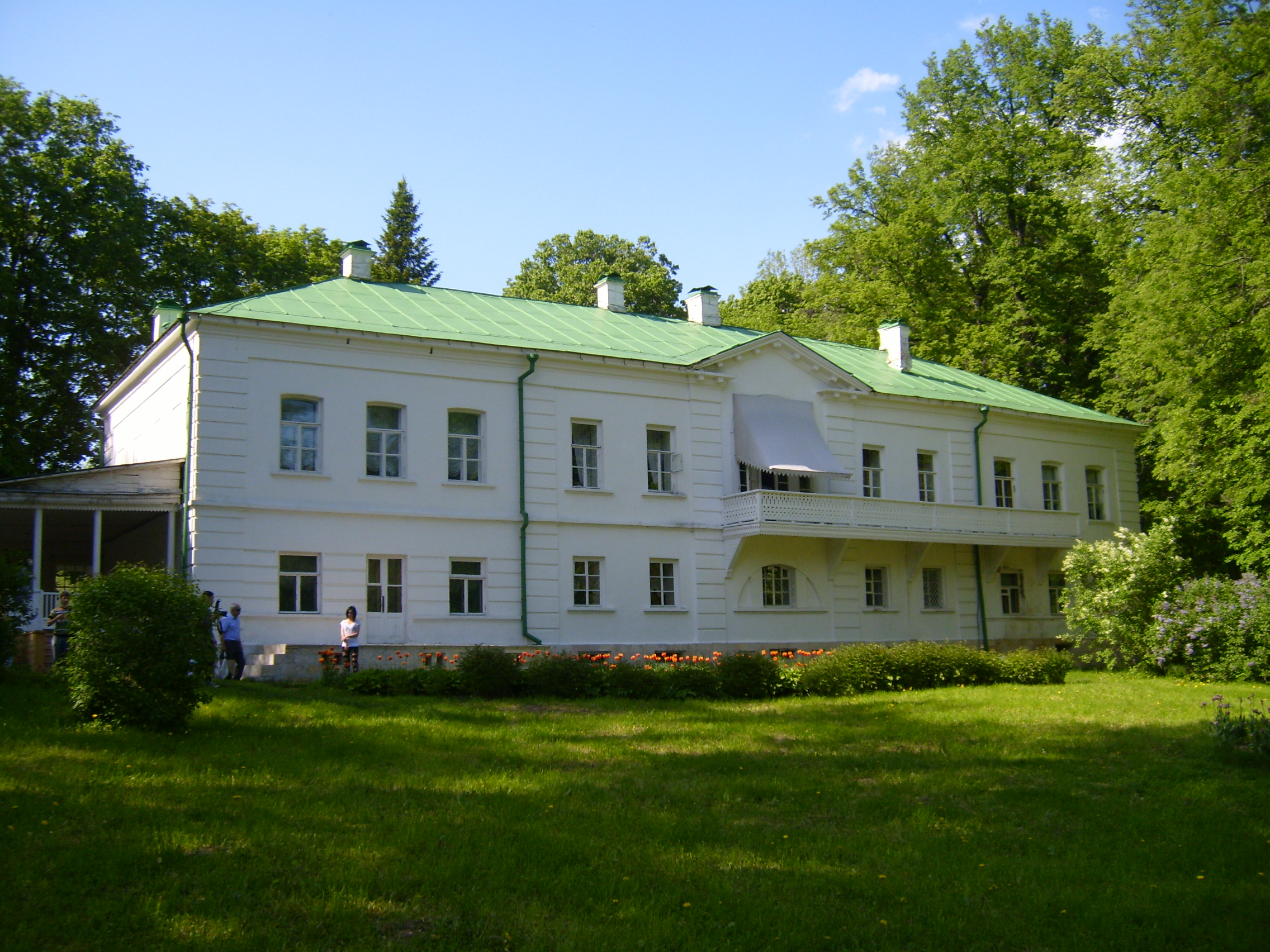
Iasnaïa Poliana, la grande maison de Tolstoï, transformée en école rurale, incite Kanae Yamamoto à importer l'éducation démocratique au Japon.

La voie la moins onéreuse pour son retour au Japon consiste à traverser la Russie. Il quitte Paris le 30 juin 1916 pour l'Angleterre, la Norvège et la Suède. À Moscou, il rencontre le consul du Japon et le critique social Noburu Katagami. Ce dernier l'introduit à l'art prolétarien et l'encourage à visiter Iasnaïa Poliana, la maison de Léon Tolstoï qu'il a transformée en école paysanne. L'expérience le touche, et il devait plus tard écrire : 

« Alors que je me trouvais à Moscou à l'été 1916, je sentais que j'avais deux missions importantes. L'une était la promotion de la peinture libre des enfants et l'autre était la création de l'art des paysans. »

 Il visite le musée Kustar de Moscou, qui présente les arts et l'artisanat paysans depuis 1885. Il fait l'éloge de sa vigoureuse qualité et de sa conception ethnique et déplore que l'industrialisation entraîne une dégradation de la perception de sa valeur et menace sa survie. Une exposition consacrée à l'art des enfants l'impressionne beaucoup, avec sa libre expressivité.
Vers la fin de 1916, Il fait un long voyage en chemin de fer à travers la Sibérie. En cours de route, il reçoit un télégramme du poète Hakushū Kitahara. Les deux ont négocié la main d'Ieko, la sœur de Kitahara, et sont finalement parvenus à un accord.

### Retour au Japon et poursuite de sa carrière (1916–1935)
Kanae Yamamoto rentre au Japon en décembre 1916 et reprend l'entreprise d'imprimerie en difficulté de Sakurai, qu'il renomme Seiwadō. À l'automne 1917, dix-sept de ses peintures à l'huile de style yō-ga sont présentées à l'exposition Inten du Nihon Bijutsuin. La même année, il épouse Ieko Kitahara, fait paraître un manuel d'instructions sur la peinture à l'huile et termine un certain nombre de gravures dont les souscriptions ont été payées.
Il vise à mettre sur pied une association créative de gravures. En juin 1918, il co-fonde la Nihon sōsaku-hanga kyōkai (« Société coopérative d'impression créative du Japon ») en compagnie du lithographe Kazuma Oda, du graveur Takeo Terasaki et du graveur sur bois Kogan Tobari. Ce dernier, un ancien membre de la Pan no Kai, est également de retour d'un séjour de plusieurs années en Europe. Le groupe organise sa première exposition à la galerie d'art du grand magasin Mitsukoshi dans le quartier Nihonbashi du 15 au 20 janvier 1919. Elle présente 277 œuvres de 26 artistes, dont dix-sept gravures sur bois et deux gravures de Kanae Yamamoto. Le salon, qui attire vingt mille visiteurs, est largement couvert par les médias, dont un numéro spécial consacré au sōsaku-hanga dans le numéro du mois de mars de l'important magazine d'art Mizu-e qui comprend un article dans lequel Yamamoto décrit les principes de cette forme d'art et les objectifs de la Nihon Sōsaku-Hanga Kyōkai. En mai de cette même année, l'exposition est également présentée au site de Mitsukoshi à Osaka.
En 1919, Kanae Yamamoto fonde l'« Association de dessin libre des enfants du Japon » et organise sa première exposition. Le public est impressionné par ses idéaux démocratiques car l'idée d'éducation démocratique gagne du terrain au Japon au cours de l'ère Taishō (1912–26). Il défend l'importance de l'enseignement de la liberté aux élèves, sans laquelle ils ne peuvent pas grandir, et dénigre la tradition du l'enseignement du dessin par la recopie. Il promeut ces idées avec le livre Éducation du dessin libre paru en 1921  et le magazine mensuel Éducation des Arts et Liberté,. Ses méthodes sont largement adoptées, et il devient courant que les enseignants emmènent les élèves à l'extérieur pour dessiner à partir de la nature. Ces idées n'échappent pas à la critique, et la montée du militarisme au Japon met un terme au mouvement de Kanae Yamamoto en 1928 ; il faut attendre l'après-guerre pour qu'elles soient reprises.

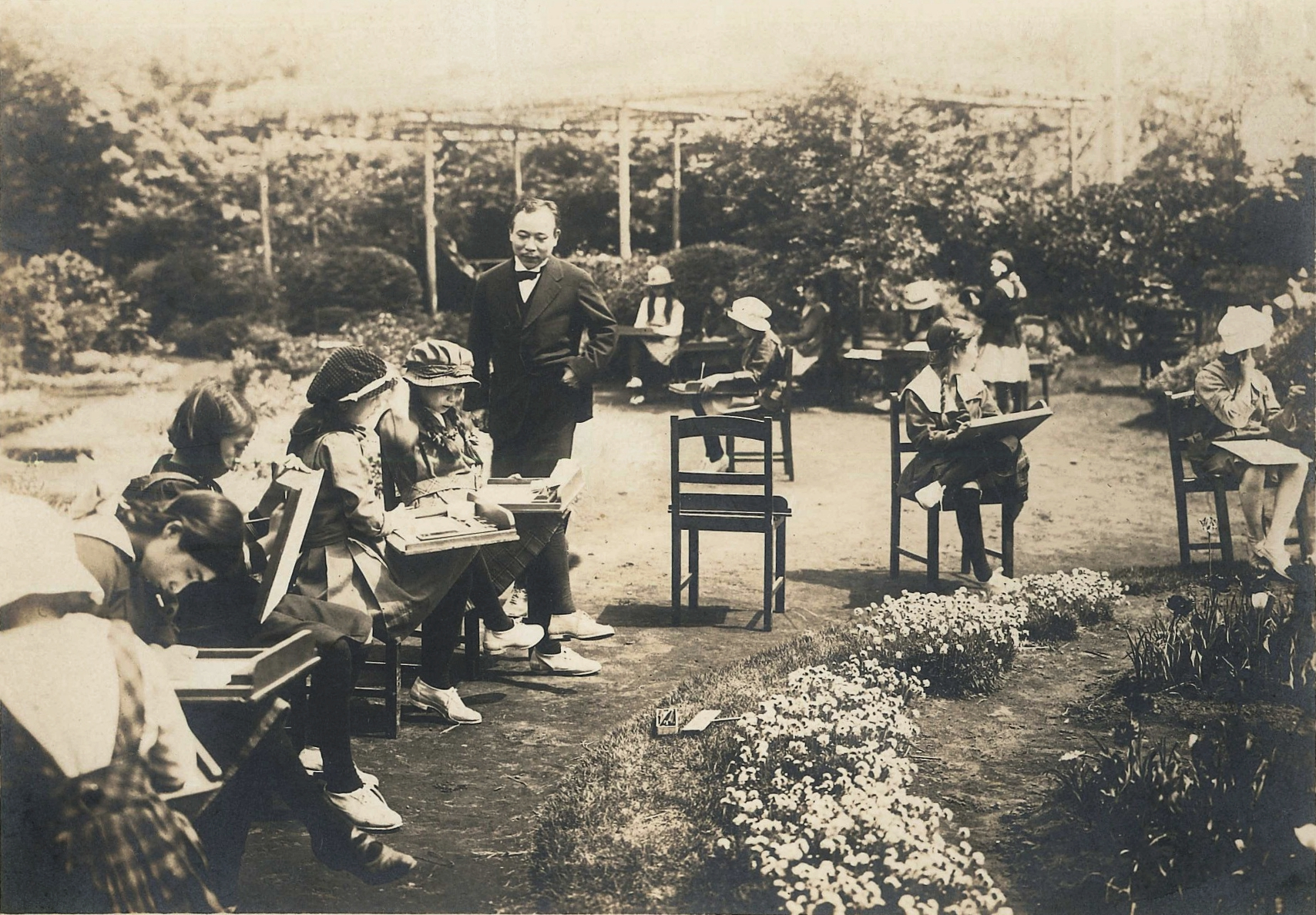
Kanae Yamamoto guide un groupe d'enfants à dessiner (à Ueda) dans le cadre du mouvement du dessin libre des enfants.

Plus tard en 1919, Kanae Yamamoto s'installe à Ueda dans la préfecture de Nagano, dans le village montagneux où vivaient ses parents. Il obtient un financement du Ministère de l'Éducation, du Ministère de l'agriculture et de Mitsubishi pour créer une école en décembre pour enseigner aux populations rurales des compétences artistiques et d'artisanat qu'elles pourraient utiliser pour augmenter leurs revenus durant les longs mois d'hiver dans le cadre du mouvement de l'art paysan qui combine la créativité et l'utilité, inspiré par l'artisanat paysan qu'il a observé en Russie.
En 1921, ses beaux-frères Rinzō Satake et Shōkō Sasaki le consultent afin de développer un crayon à pastel avec un liant d'huile. La mise au point demande trois ans et aboutit à la fabrication du premier pastel à l'huile du monde, commercialisé sous le nom Cray-Pas par la Sakura Color Products Corporation (en).
Le mouvement de l'art paysan a du succès dans les milieux intellectuels et gouvernementaux. Une exposition au grand magasin Mitsukoshi d'œuvres de seize jeunes est bien reçue. En 1923, Kanae Yamamoto fonde l'« Institut d'art paysan du Japon » qui se développe dans tout le pays avec l'aide d'un financement du gouvernement augmenté en 1925. Les détracteurs du mouvement voient en lui comme un anachronisme ou une dépossession du charme original de l'artisanat rural par le mercantilisme. Yamamoto considère le mouvement comme motivé par un désir de garder vivante la vitalité créatrice et non pas par un sentiment de nostalgie ou le désir de préserver d'anciennes modes.
La police, qui le suspecte de sympathies socialistes car il a importé ces idées de Russie, le harcèle à tel point qu'il demande à Un'ichi Hiratsuka, qui enseigne l'art de l'encadrement, de renoncer à porter sa veste de style russe et de couper ses longs cheveux. L'enthousiasme initial de Yamamoto diminue au cours des cinq années qui suivent, les financements s'amenuisent, la recherche de nouveaux clients est épuisante, le maire du village fait faillite et ses tentatives de trouver des moyens pour les agriculteurs de gagner de l'argent avec leurs créations artisanales rencontrent peu de succès. Après cinq ans, l'entreprise fait faillite.
Kanae Yamamoto tourne son attention de la gravure à la peinture. En 1922, il est membre fondateur de Shunyōkai, association pour les peintres qui souhaitent maintenir des liens avec les traditions japonaises face à l'occidentalisation de la peinture académique au Japon. Il est rédacteur en chef du magazine des membres de l'association, Atorie. Il continue de promouvoir le travail des artistes graveurs et la légitimité de la gravure comme forme artistique. En 1928, le magazine consacre un numéro au sōsaku hanga et à partir de la même année, la Shunyōkai inclut un prix dans la catégorie « gravure » lors de ses expositions annuelles.
En 1924, Kanae Yamamoto se rend à Taïwan pour un mois afin d'observer l'artisanat folklorique local et conseiller le gouvernement sur la façon de développer l'industrie. L'artisanat utilitaire des aborigènes taïwanais l'impressionne au-delà de ses attentes. Les autorités taïwanaises veulent promouvoir la production d'artisanat de bambou et de rotin, mais il pense qu'il n'est pas possible de rivaliser avec des produits similaires en provenance du Japon et encourage à la place la production de produits à la fois traditionnels et nouveaux avec une saveur locale distinctive en utilisant les conceptions traditionnelles afin de vendre des souvenirs comme produits d'exportation.
Après l'exposition de 1919, Kanae Yamamoto transmet la direction de la Nihon Sōsaku-Hanga Kyōkai, « Société d'impression créative du Japon »), à Kōshirō Onchi. En 1931, elle prend le nom plus complet de Nihon Hanga Kyōkai (« Société coopérative d'impression du Japon »). La même année, la société d'impression Seiwadō cesse son activité.

### Retour à la peinture et dernières années (1935–1946)

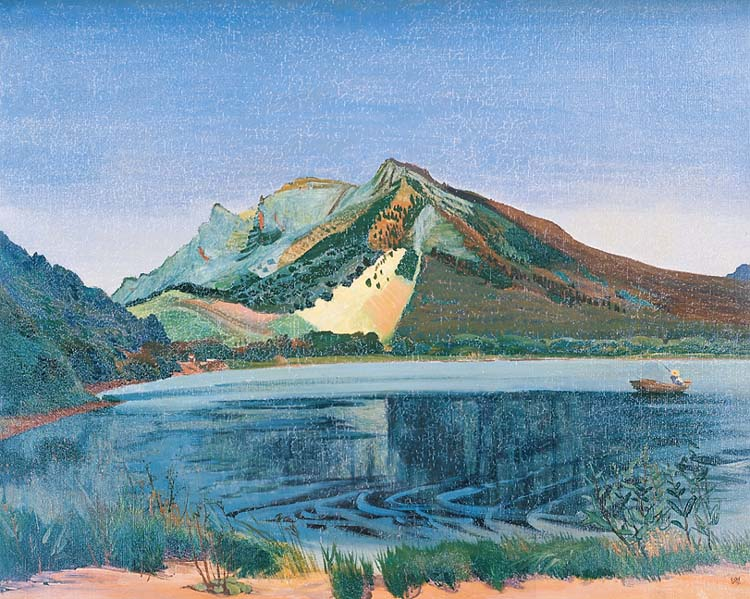
Début d'automne au lac Haruna, peinture à l'huile, 1937.

En 1935, Kanae Yamamoto s'installe à Tokyo et se consacre de nouveau à plein temps à la peinture. Il produit un certain nombre d'huiles et d'aquarelles, exposées en janvier 1940 au magasin Mitsukoshi. Favorablement reçue, l'exposition reçoit beaucoup de visiteurs et, à un dîner qui suit, il proclame :

« Je vivrai jusqu'au mois de mai de ma 85e année. Par conséquent, je vais maintenant prendre du recul et boire du saké et peindre tout mon saoul. »

Alors qu'il se trouve près du lac Haruna dans la préfecture de Gunma en 1942, Kanae Yamamoto est victime d'une hémorragie cérébrale, qui le paralyse partiellement et entrave sa capacité à peindre. Il continue cependant de peindre autant qu'il le peut pour le reste de sa vie, gêné par les pénuries de guerre, et il se tourne vers l'aquarelle lorsque la peinture à l'huile est trop exigeante relativement à son handicap. Au printemps 1943, il déménage d'Ueda à Nagano où il passe ses dernières années. Il meurt le 8 octobre 1946 à l'hôpital Nisshindō d'Ueda durant une intervention chirurgicale sur un volvulus.

## Style
Dans ses gravures, le principal outil de Kanae Yamamoto est un ciseau à lame courbée. Dans l'ukiyo-e, cet outil est normalement destiné au nettoyage, et un ciseau droit est utilisé pour la gravure principale. La façon de procéder de Yamamoto suit l'approche occidentale de graver les plans et les lignes destinés à apparaître en blanc, alors que la technique traditionnelle japonaise consiste à graver autour des lignes à imprimer.

Gravures de Kanae Yamamoto
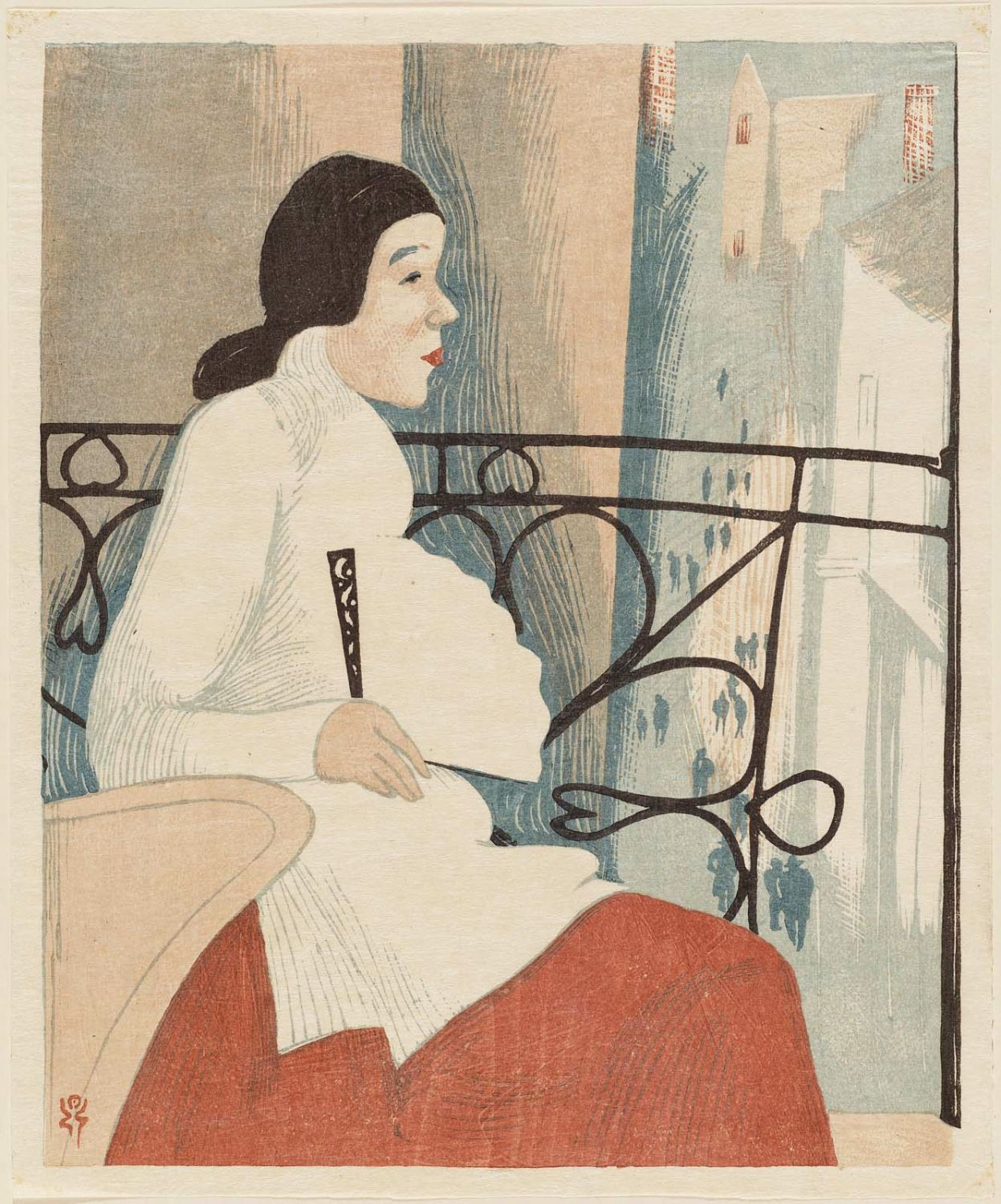
Chinoise, 1917.
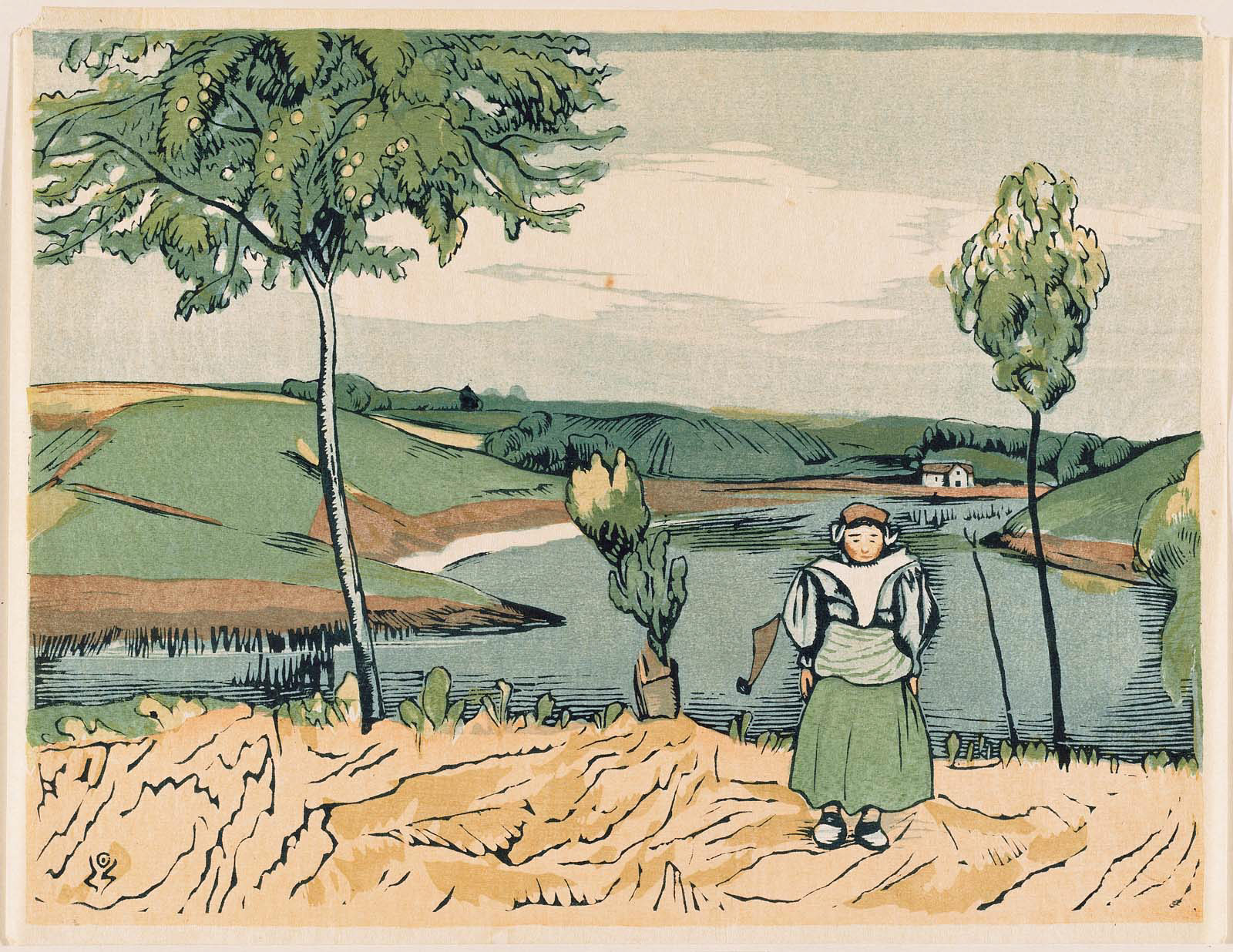
Hollandaise dans un paysage, 1915.
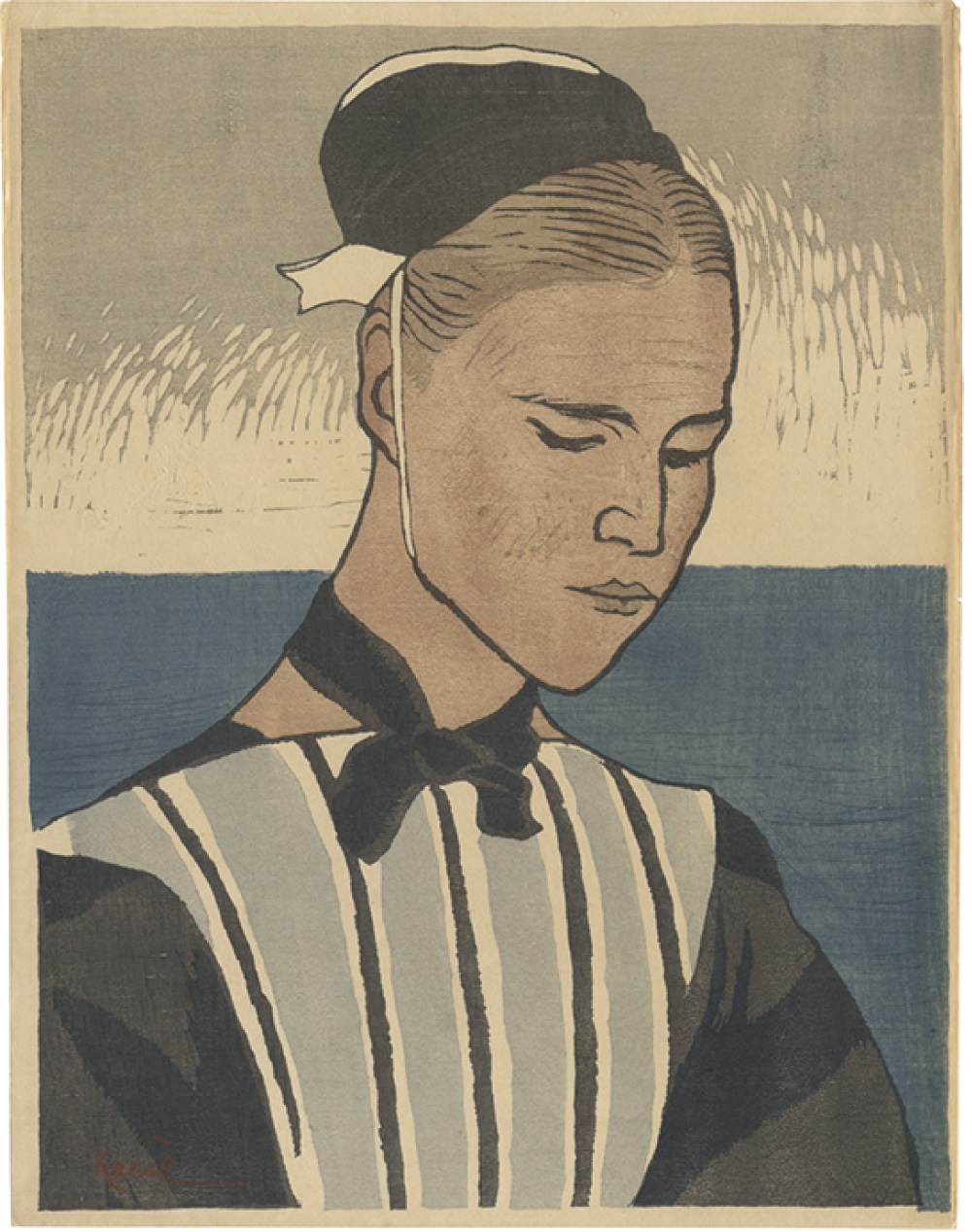
Bretonne, 1920.
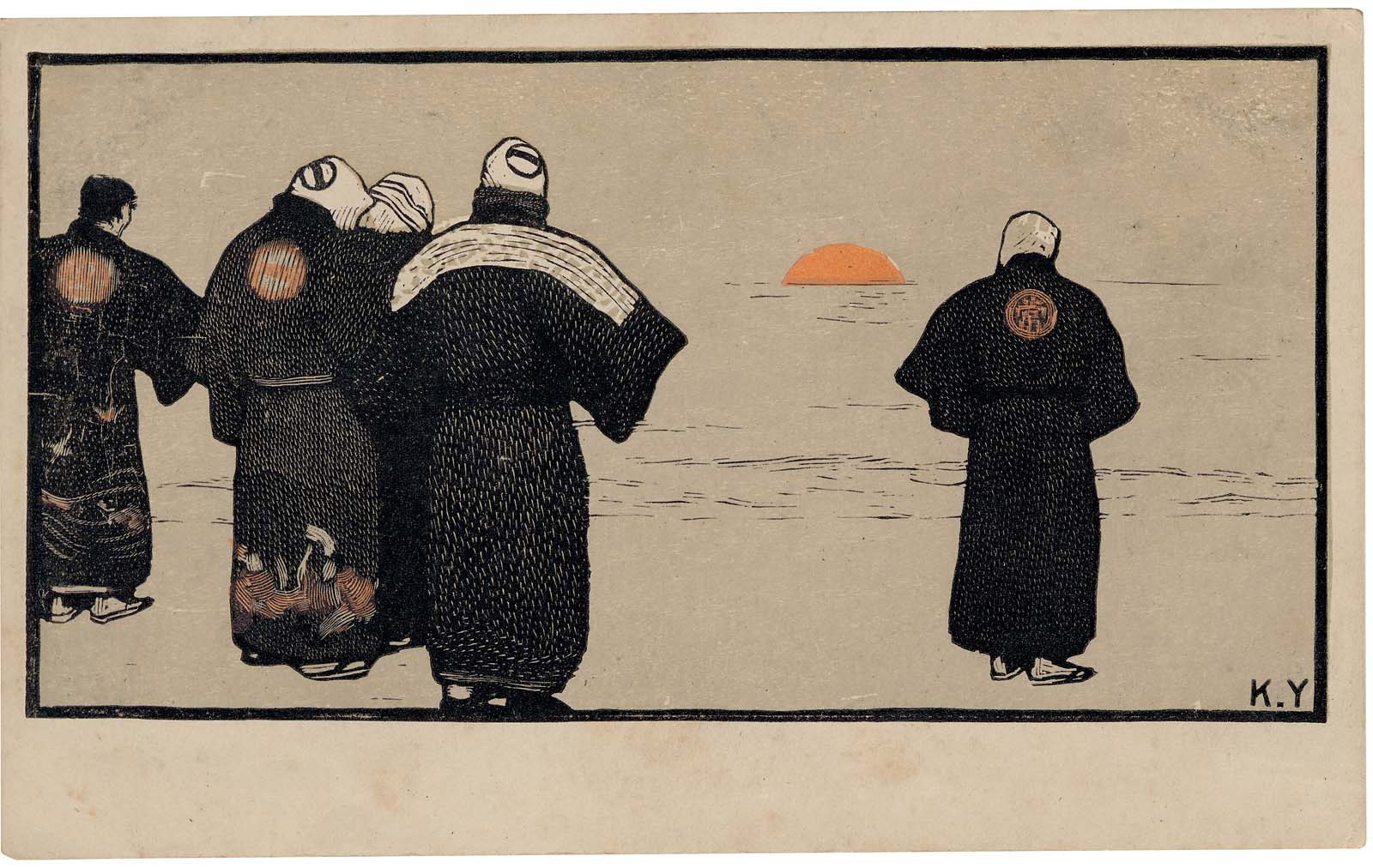
Pêcheurs.

Peintures de Kanae Yamamoto
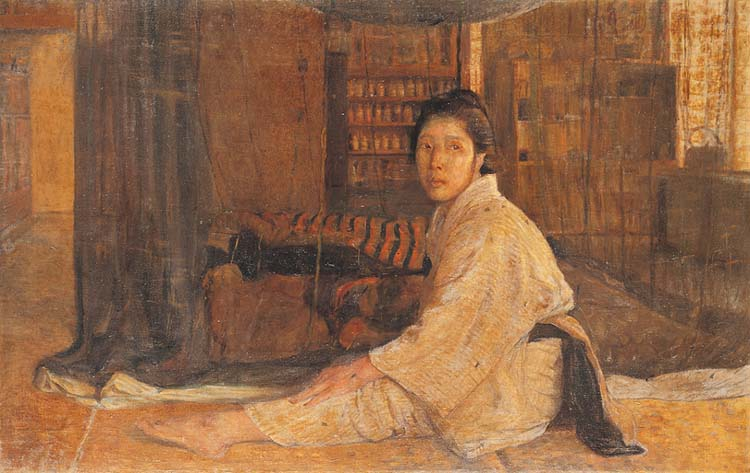
Moustiquaire, 1905.
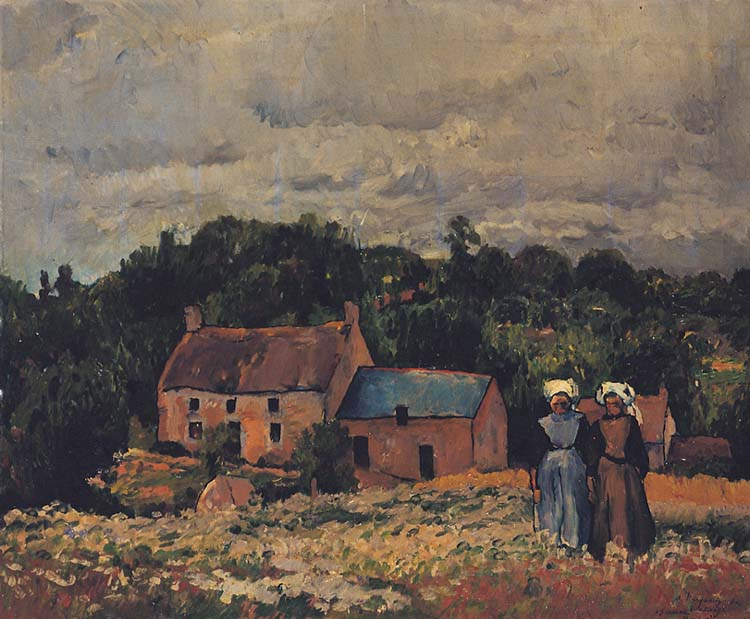
Été en Bretagne, 1913.
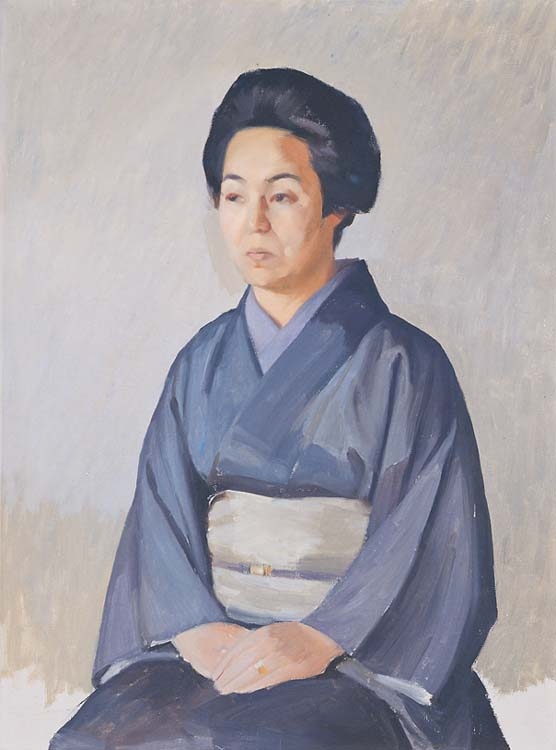
Portrait de Hama Takahashi, 1917.
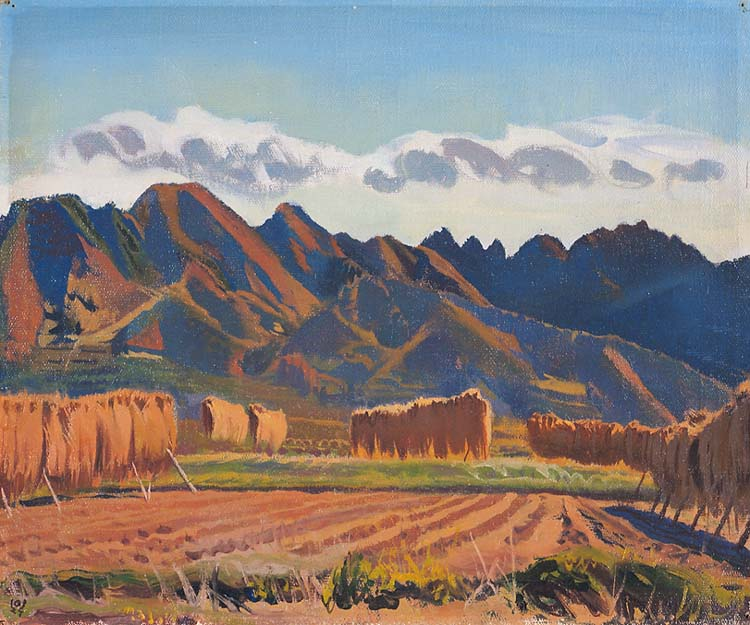
Signes de l'automne au pied du mont Tokko, 1926.
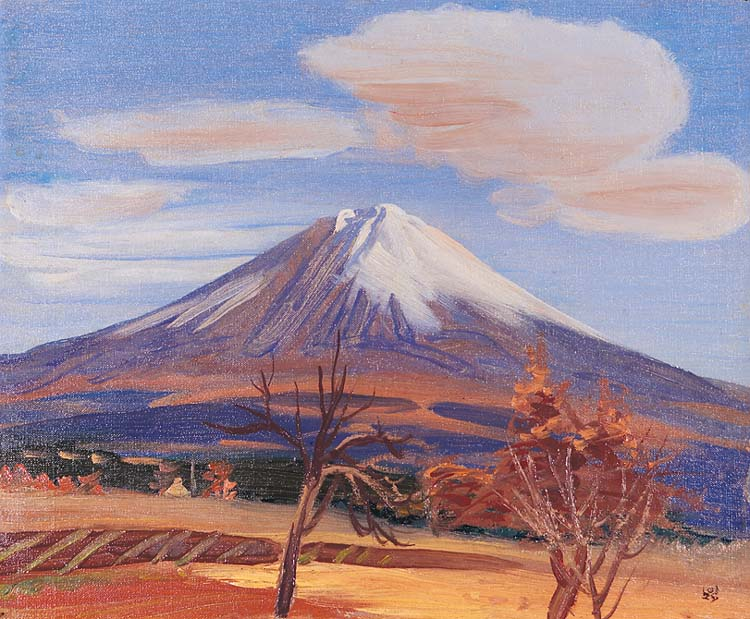
Vue du mont Fuji depuis Kami-Ide, 1938.
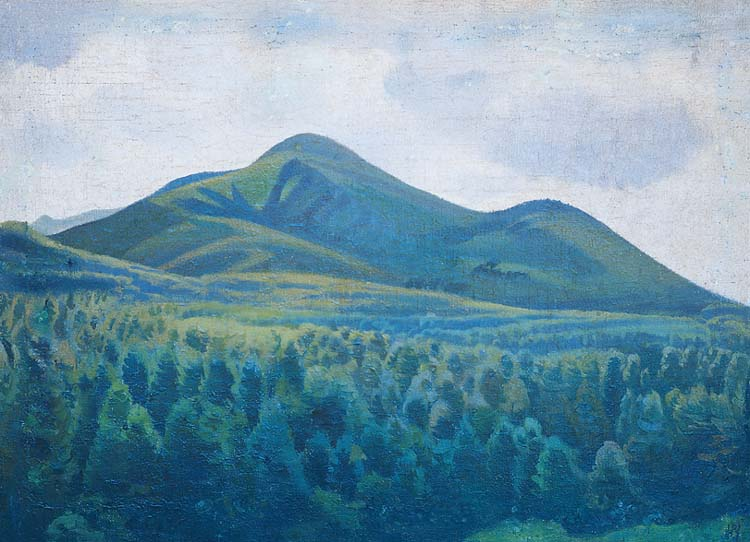
Hautes terres d'Iizuna, 1939.

## Postérité
« Quand une idée lui tenait à cœur, il s'enfermait en elle. Le sacrifice ne signifiait rien. Il en était de même pour le hanga créatif, son école et son mouvement d'art libre. C'était un homme désintéressé, un homme passionné, un homme d'une grande sensibilité. Je suppose que si je devais le décrire en un mot ce serait : artiste »

 Ishii Tsuzurō ; Entretien dans Modern Japanese Prints: An Art Reborn (1959).

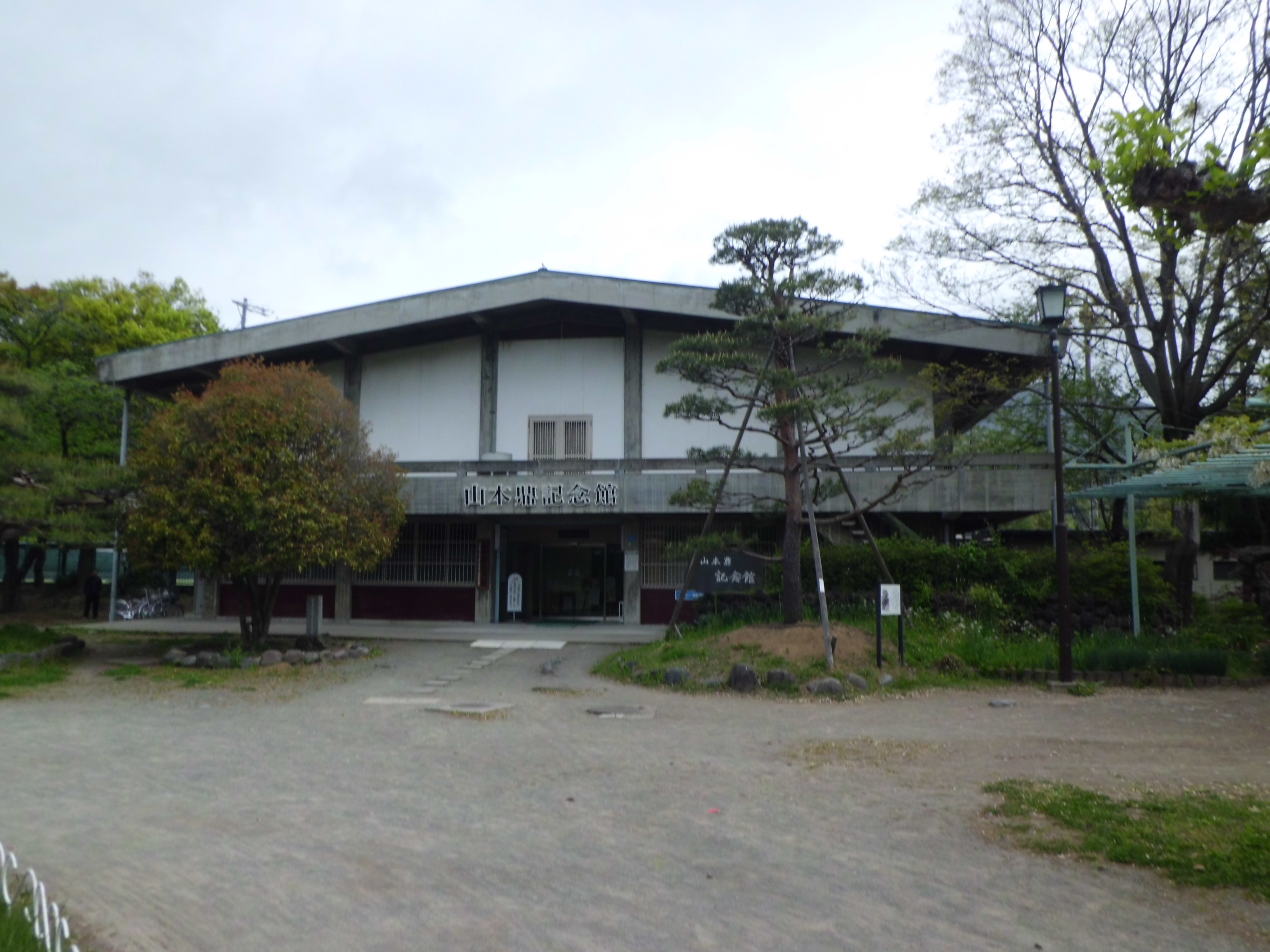
Musée mémorial Kanae Yamamoto à Ueda.

Les œuvres européennes de Kanae Yamamoto produisent un effet immédiat sur les artistes de sa génération. Kōshirō Onchi voit en elles le potentiel de la gravure sur bois comme medium bien que son style doit plus aux artistes européens. Un'ichi Hiratsuka en vient à croire qu'« un véritable artiste… doit couper ses propres blocs et faire ses propres impressions » comme « travaillaient Dürer et Bewick ». Les artistes du mouvement Sōsaku-hanga suivent l'exemple de Kanae Yamamoto en utilisant un ciseau courbe pour tailler des plans plutôt que de définir des lignes comme dans la tradition japonaise.
La datation de la plupart des œuvres de Kanae Yamamoto est incertaine. Les critiques d'art et historiens qui lui ont consacré des études pensent que les œuvres qu'il a signées en caractères romains ont été faites après son retour d'Europe au Japon. Le nombre de copies de ses gravures est inconnu ; on suppose que les gravures sur souscription qu'il a faites en Europe sont au nombre de 25 à 50. Il a fait peu d'impressions de la gravure Pêcheur — peut-être une ou deux —, et aucune ne nous est parvenue. Les Ishii ont découvert chez eux les blocs en bois utilisés pour la gravure des dizaines d'années plus tard, et Oliver Statler a demandé à Hashimoto Okiie de faire quarante copies pour une édition commémorative en 1960.
La réflexion japonaise moderne sur l'éducation de l'art commence avec l'approche de l'éducation au dessin libre de Kanae Yamamoto. Sa stature dans l'histoire de l'art pour les enfants et de l'éducation aux arts visuels (en) est semblable à celle de Franz Cižek en Occident. Les enseignants des écoles primaires adoptent rapidement ses idées en raison de leur insatisfaction envers par les manuels Nouveaux cahiers de dessins (ja) , que le gouvernement a rendu obligatoires en 1910, qui mettent l'accent sur la copie et négligent l'expression personnelle. Kanae Yamamoto est le premier critique publique de ces manuels scolaires, et ses méthodes conduisent à une forte baisse de leur emploi dans les années 1920. Yamamoto encourage les enseignants à emmener les enfants à l'extérieur pour leur apprendre l'art de l'esquisse, pratique toujours répandue dans les écoles élémentaires japonaises. Bien que les forces militaristes japonaises ont écarté ses idées à partir de la fin des années 1920, les éducateurs les ont reprises et étendues au début des années 1950.
Le musée mémorial municipal Kanae Yamamoto à Ueda dans la préfecture de Nagano date de 1962. Il abrite 1 800 éléments, dont des œuvres d'art et des documents de Kanae Yamamoto et les premiers exemples d'artisanat paysan et de dessins d'enfants réalisés sous sa direction.